# Емільянув (Великопольське воєводство)
Емільянув (пол. Emilianów) — село в Польщі, у гміні Козьмінек Каліського повіту Великопольського воєводства.
Населення — 343 особи (2011).
У 1975-1998 роках село належало до Каліського воєводства.

## Демографія
Демографічна структура станом на 31 березня 2011 року:
|          | Загалом | Допрацездатний вік | Працездатний вік | Постпрацездатний вік |
| -------- | ------- | ------------------ | ---------------- | -------------------- |
| Чоловіки | 173     | 35                 | 125              | 13                   |
| Жінки    | 170     | 29                 | 105              | 36                   |
| Разом    | 343     | 64                 | 230              | 49                   |